# De Olympische Avonturen van Fuwa
De Olympische Avonturen van Fuwa (Chinees:福娃奥运漫游记) is een Chinese animatieserie uit 2007. De hoofdpersonen zijn de mascottes van de Olympische Spelen: de Fuwa. De eerste aflevering werd in China uitgezonden op 8 augustus, 2007. Het programma is gemaakt door Kaku TV en China Beijing TV Station. Het programma werd uitgezonden op China Beijing TV Station en nog enkele honderden Chinese zenders.
Het programma is gekozen tot Beste productie door Asian Animation Comics Contest.

## Cast
| Persoon    | Ingesproken in het Vasteland van China door | Ingesproken in Hongkong door | Engels ingesproken door |
| ---------- | ------------------------------------------- | ---------------------------- | ----------------------- |
| Beibei     | Tao Hong                                    | Cenlia Lam                   | Catherine Fu            |
| Jingjing   | Mei Ting                                    | Joyce Luk                    | Catherine Fu            |
| Huanhuan   | Jin Haixin                                  | Judy Cheung                  | Lily Truncale           |
| Yingying   | Jane Zhang                                  | Kate Cheng                   | Muriel Hofmann          |
| Nini       | Cao Ying                                    | Louise Ho                    | Muriel Hofmann          |
| Bengbeng   | Pan Yueming                                 | Lee Kam Lun                  | Russell Wait            |
| Tiaotiao   | Gong Nagel                                  | Leung Wai Tak                | Jack Murphy             |
| Quan Boshi | Lu Jianyi                                   | Chan Wing Shun               | Russell Wait            |
| Xiao Fei   | Zeng Weijing                                | Sharon Leung                 | Muriel Hofmann          |
| Mini       | Zhang Zhen                                  | Tsang Sau Ching              | Catherine Fu            |
| Moeder     | Zhang Zhen                                  | Wong Yuk Kuen                |                         |
| Vader      | Zhang Guoli                                 | Chiu Sai Leung               |                         |